# 加尔萨
加尔萨是巴西圣保罗州的一个市镇。总面积555.771平方公里，总人口44396人，人口密度79.9人/平方公里。